# Christian Daniel
Christian Daniel, né le 29 juillet 1948 à Rennes, est un homme politique français.

## Mandats électifs
- Député de la première circonscription des Côtes-d'Armor (1993-1997)
- Conseiller général du canton de Saint-Brieuc-Nord (1989-2001)
- Adjoint au Maire de Saint-Brieuc (2014-2020)